# Pendotiba

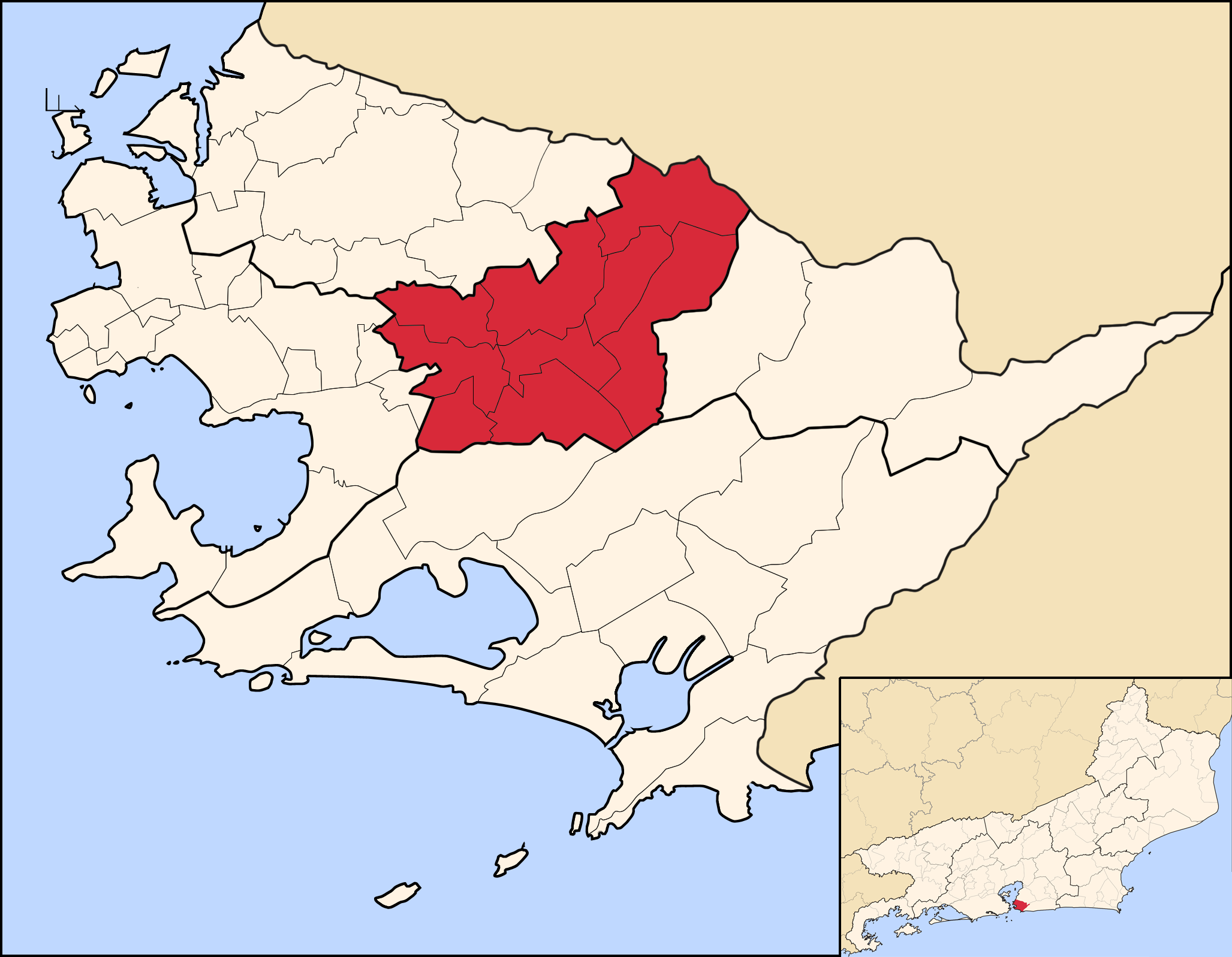
Localização da região Pendotiba no município de Niterói (RJ).

Pendotiba é uma região administrativa do município de Niterói, situada no Maciço Costeiro de Niterói, no estado do Rio de Janeiro, no Brasil. A Região de Pendotiba foi definida pelo Plano Diretor de Niterói (Lei 1 157, de 29 de dezembro de 1992) como sendo constituída pelos seguintes bairros: Badu, Cantagalo, Ititioca, Largo da Batalha, Maceió, Maria Paula, Matapaca, Sapê e Vila Progresso.

## Topônimo
"Pendotiba" é um nome de origem tupi que significa "ajuntamento de pindobas", através da junção dos termos pindoba (pindoba) e tyba (ajuntamento).

## História
Sua área é de 25,48 quilômetros quadrados, correspondentes a 19,69 por cento da área total do município. A maior parte dos bairros da região foi criada pelo Decreto 4 895, de 8 de novembro de 1986. Antes desta data, tais bairros eram reconhecidos apenas como algumas localidades existentes em Pendotiba. Desse modo, os limites desses bairros são, ainda hoje, desconhecidos para boa parte da população, que prefere se identificar como residente em Pendotiba.
Com uma altitude que varia de 90 a 400 metros, cercada de montanhas e reservas da Mata Atlântica, Pendotiba ficou conhecida por seu clima ameno. Até a década de 1940, a região era produtora de hortigranjeiros. A partir de então, teve início o uso e a ocupação do solo pela família Cruz Nunes, que administrava a posse da terra (assentamentos) a seu modo. Por volta das décadas de 1960/1970, com o grande volume de migrantes que chegavam ao município, os Cruz Nunes começaram a perder o controle da situação, não mais conseguindo conter os assentamentos, que, então, surgiram de forma generalizada por toda a região.
Foi também nesse período que algumas construtoras compraram grandes lotes de terra, mantendo-as como reserva de valor para, posteriormente, construírem alguns dos luxuosos condomínios residenciais horizontais que, hoje, espalham-se pela região. Tal processo gerou a configuração do espaço atual, no qual verifica-se que, ao longo dos núcleos de população de baixa renda, desenvolvem-se verdadeiras "ilhas" de população com rendimentos mais elevados, que habitam os condomínios.
A Região de Pendotiba teve um incremento populacional considerável nos últimos anos, sobretudo na década de 1970. As atividades econômicas têm se dinamizado, recentemente, beneficiadas pelo aumento da população e pela melhoria da infraestrutura básica da região. Alguns bairros de Pendotiba, como Vila Progresso, por exemplo, apresentam um perfil socioeconômico e construtivo bastante elevado, comparado aos bairros mais nobres do município.
No Largo da Batalha, concentram-se os serviços e um comércio melhor estruturados, ressaltando-se os supermercados, farmácias, bares e restaurantes, bancos, agências de automóveis, serviços médicos e odontológicos, entre outros. No restante dos bairros, o comércio encontra-se mais disperso, situado sobretudo ao longo das extensas vias que cortam a região.
Há algumas opções de lazer em Pendotiba. Destacam-se as casas noturnas situadas principalmente ao longo da estrada Caetano Monteiro e os clubes existentes. Alguns condomínios possuem estrutura própria de lazer (quadras, piscinas, salões de festa), mas a população em geral encontra, como principal alternativa, as trilhas ecológicas do Parque Natural Darcy Ribeiro e as praias da Região Oceânica, que estão bem próximas de Pendotiba.